# Коркина (Иркутская область)
Коркина — упразднённая деревня в Жигаловском районе Иркутской области России. Входила в состав Петровского муниципального образования. Упразднена в 2004 году.

## География
Располагалась на правом берегу реки Лена, в 3,5 км к юго-востоку от деревни Заплескина.

## История
Основана в 1680 году. По данным на 1926 год деревня состояла из 48 хозяйств. В административном отношении входила в состав Заплескинского сельсовета Жигаловского района Иркутского округа Сибирского края.
Постановлением губернатора Иркутской области от 2 декабря 2004 года № 62-оз деревня исключена из учётных данных.

## Население
По данным переписи 1926 года в деревне проживало 248 человек (137 мужчин и 111 женщин), основное население — русские.
По данным переписи 2002 года в деревне проживал один житель.